# 爆笑ホワイトカーペット
『爆笑ホワイトカーペット』（ばくしょうホワイトカーペット）はフジテレビ系列で不定期に放送されているお笑い番組で、『爆笑レッドカーペット』並びに『爆笑ピンクカーペット』の姉妹番組。番組タイトルロゴ名表記の色は、『爆笑ホワイトカーペット』。

## 概要
中央の扉から芸人が登場し1分程度のネタを披露し、ネタが終了すると白色のカーペット（ベルトコンベア）が動き出すというもので、基本的にはレッド・ピンクカーペットと同じである。ただカムバックやMVPを選出することは行われていない。レッドカーペットでは現在ブレイクしている旬な芸人が出演し、ピンクカーペットでは主にこれからブレイクしそうな若手芸人が出演する。ホワイトカーペットはこれらより更に若手の芸人や、知名度は低いが番組が注目する芸人が登場するほか、ピンクカーペットと同様に知名度は低いが、構成作家等の推薦やオーディションによる審査を経て出演を果たしたベテラン芸人が稀にいる（第3回のすず風にゃん子・金魚の例など）。また第3回では本来ならレッドカーペットに出演している村上ショージが「ホワイトカーペット」枠で出演した。
スタジオは第1回はピンクカーペットのものを使いまわしされたと思われる。（中央の扉が白色に変えられその他はピンクカーペットと同じであった）第2回では全体的に白色に変更され、芸人が乗るカーペットもピンクからホワイトに変えられていた。また、高橋克実の衣装がレッドカーペットではピンクであるのに対して、ホワイトカーペットでは白色に変更されていた。
第1回は2009年1月1日放送のピンクカーペットSPに内包され放送され、第2回は2009年4月4日放送のレッドカーペットSPに内包され放送される。未だに独立しての放送はされていない。
第2回放送では「レッカー君」「ピンカーちゃん」に続き「ホワイカーちゃん」というマスコットが誕生した。

## 放送日時
| 回数  | 放送日                  | 放送時間（JST）   | 放送タイトル           | 備考                                                                                             |
| ----- | ----------------------- | ----------------- | ---------------------- | ------------------------------------------------------------------------------------------------ |
| 第1回 | 2009年1月1日（木曜日）  | 4:30 - 5:50       | 新春ホワイトカーペット | 『超ピンクカーペットSP』枠で放送。                                                               |
| 第2回 | 2009年4月4日（土曜日）  | 19:40頃 - 20:20頃 | 爆笑ホワイトカーペット | 『爆笑レッドカーペット 満点大笑オール新顔&芸人裏話大暴露SP!!』内のスペシャルコーナーとして放送。 |
| 第3回 | 2009年10月3日（土曜日） | 19:40頃 - 20:20頃 | 爆笑ホワイトカーペット | 『爆笑レッドカーペット 芸人ドッキリ㊙大暴露!!』内のスペシャルコーナーとして放送。                |
| 第4回 | 2010年3月20日（土曜日） | 19:40頃 - 20:20頃 | 爆笑ホワイトカーペット | 『爆笑レッドカーペット 社長!?またですかSP』内のスペシャルコーナーとして放送。                    |

※番組として放送されたのは第1回のみであり、第2回〜第4回の『爆笑レッドカーペット』のコーナーとして放送。

## 放送リスト
| 回    | MC                               | ゲスト審査員                                                                       | 出演芸人                            | キャッチコピー                 |
| ----- | -------------------------------- | ---------------------------------------------------------------------------------- | ----------------------------------- | ------------------------------ |
| 第1回 | - 渡辺和洋 - 加藤綾子            | - クリス松村 - 勝俣州和 - 松本明子 - 本村健太郎 - はしのえみ - 金子貴俊 - 矢口真里 | 銀シャリ                            | いいネタのせます               |
| 第1回 | - 渡辺和洋 - 加藤綾子            | - クリス松村 - 勝俣州和 - 松本明子 - 本村健太郎 - はしのえみ - 金子貴俊 - 矢口真里 | こりゃめでてーな                    | 元旦から出番です               |
| 第1回 | - 渡辺和洋 - 加藤綾子            | - クリス松村 - 勝俣州和 - 松本明子 - 本村健太郎 - はしのえみ - 金子貴俊 - 矢口真里 | 2700                                | 平成のブルースブラザーズ       |
| 第1回 | - 渡辺和洋 - 加藤綾子            | - クリス松村 - 勝俣州和 - 松本明子 - 本村健太郎 - はしのえみ - 金子貴俊 - 矢口真里 | ロシアンモンキー                    | お笑い孫悟空                   |
| 第1回 | - 渡辺和洋 - 加藤綾子            | - クリス松村 - 勝俣州和 - 松本明子 - 本村健太郎 - はしのえみ - 金子貴俊 - 矢口真里 | レイザーラモン                      | ハード&リアル                  |
| 第1回 | - 渡辺和洋 - 加藤綾子            | - クリス松村 - 勝俣州和 - 松本明子 - 本村健太郎 - はしのえみ - 金子貴俊 - 矢口真里 | エハラマサヒロ                      | 次世代お笑いテクニシャン       |
| 第1回 | - 渡辺和洋 - 加藤綾子            | - クリス松村 - 勝俣州和 - 松本明子 - 本村健太郎 - はしのえみ - 金子貴俊 - 矢口真里 | キンデルダイク                      | なぜだなぜだの                 |
| 第1回 | - 渡辺和洋 - 加藤綾子            | - クリス松村 - 勝俣州和 - 松本明子 - 本村健太郎 - はしのえみ - 金子貴俊 - 矢口真里 | ホーム・チーム                      | アウェー知らずの               |
| 第1回 | - 渡辺和洋 - 加藤綾子            | - クリス松村 - 勝俣州和 - 松本明子 - 本村健太郎 - はしのえみ - 金子貴俊 - 矢口真里 | 夙川アトム                          | 俺のことシクヨロ               |
| 第1回 | - 渡辺和洋 - 加藤綾子            | - クリス松村 - 勝俣州和 - 松本明子 - 本村健太郎 - はしのえみ - 金子貴俊 - 矢口真里 | OH!ルーシー                         | この女ええじゃないか           |
| 第1回 | - 渡辺和洋 - 加藤綾子            | - クリス松村 - 勝俣州和 - 松本明子 - 本村健太郎 - はしのえみ - 金子貴俊 - 矢口真里 | ジューシーズ                        | お笑い果汁100%                 |
| 第1回 | - 渡辺和洋 - 加藤綾子            | - クリス松村 - 勝俣州和 - 松本明子 - 本村健太郎 - はしのえみ - 金子貴俊 - 矢口真里 | シーソーゲーム                      | 乗るなら今だ                   |
| 第1回 | - 渡辺和洋 - 加藤綾子            | - クリス松村 - 勝俣州和 - 松本明子 - 本村健太郎 - はしのえみ - 金子貴俊 - 矢口真里 | 江戸むらさき                        | 天下泰平                       |
| 第1回 | - 渡辺和洋 - 加藤綾子            | - クリス松村 - 勝俣州和 - 松本明子 - 本村健太郎 - はしのえみ - 金子貴俊 - 矢口真里 | キッチン!                           | 笑いの歌姫                     |
| 第1回 | - 渡辺和洋 - 加藤綾子            | - クリス松村 - 勝俣州和 - 松本明子 - 本村健太郎 - はしのえみ - 金子貴俊 - 矢口真里 | たいよう                            | 西から昇るよ                   |
| 第1回 | - 渡辺和洋 - 加藤綾子            | - クリス松村 - 勝俣州和 - 松本明子 - 本村健太郎 - はしのえみ - 金子貴俊 - 矢口真里 | ゆったり感                          | 駆け抜ける爽快漫才             |
| 第1回 | - 渡辺和洋 - 加藤綾子            | - クリス松村 - 勝俣州和 - 松本明子 - 本村健太郎 - はしのえみ - 金子貴俊 - 矢口真里 | THE石原                             | 怒涛のハイテンション           |
| 第1回 | - 渡辺和洋 - 加藤綾子            | - クリス松村 - 勝俣州和 - 松本明子 - 本村健太郎 - はしのえみ - 金子貴俊 - 矢口真里 | ヒカリゴケ                          | おじと甥の親戚漫才             |
| 第1回 | - 渡辺和洋 - 加藤綾子            | - クリス松村 - 勝俣州和 - 松本明子 - 本村健太郎 - はしのえみ - 金子貴俊 - 矢口真里 | オテンキ                            | お笑い快晴3人組                |
| 第1回 | - 渡辺和洋 - 加藤綾子            | - クリス松村 - 勝俣州和 - 松本明子 - 本村健太郎 - はしのえみ - 金子貴俊 - 矢口真里 | 18KIN今泉                           | 今日はハッキリ物申す           |
| 第1回 | - 渡辺和洋 - 加藤綾子            | - クリス松村 - 勝俣州和 - 松本明子 - 本村健太郎 - はしのえみ - 金子貴俊 - 矢口真里 | タリキ                              | 自力でやります                 |
| 第1回 | - 渡辺和洋 - 加藤綾子            | - クリス松村 - 勝俣州和 - 松本明子 - 本村健太郎 - はしのえみ - 金子貴俊 - 矢口真里 | かりんとう                          | 笑いのお供に                   |
| 第1回 | - 渡辺和洋 - 加藤綾子            | - クリス松村 - 勝俣州和 - 松本明子 - 本村健太郎 - はしのえみ - 金子貴俊 - 矢口真里 | しあつ野郎                          | 押せば笑いの泉沸く             |
| 第1回 | - 渡辺和洋 - 加藤綾子            | - クリス松村 - 勝俣州和 - 松本明子 - 本村健太郎 - はしのえみ - 金子貴俊 - 矢口真里 | 火災報知器                          | 笑いのサイレン鳴り響く         |
| 第1回 | - 渡辺和洋 - 加藤綾子            | - クリス松村 - 勝俣州和 - 松本明子 - 本村健太郎 - はしのえみ - 金子貴俊 - 矢口真里 | ボンクラーズ                        | Mr.マイペース                  |
| 第1回 | - 渡辺和洋 - 加藤綾子            | - クリス松村 - 勝俣州和 - 松本明子 - 本村健太郎 - はしのえみ - 金子貴俊 - 矢口真里 | 我人祥太                            | 唯我独尊                       |
| 第1回 | - 渡辺和洋 - 加藤綾子            | - クリス松村 - 勝俣州和 - 松本明子 - 本村健太郎 - はしのえみ - 金子貴俊 - 矢口真里 | やさしい雨                          | オタクは何でも知っている       |
| 第1回 | - 渡辺和洋 - 加藤綾子            | - クリス松村 - 勝俣州和 - 松本明子 - 本村健太郎 - はしのえみ - 金子貴俊 - 矢口真里 | テンゲン                            | お笑いマッスルミュージカル     |
| 第1回 | - 渡辺和洋 - 加藤綾子            | - クリス松村 - 勝俣州和 - 松本明子 - 本村健太郎 - はしのえみ - 金子貴俊 - 矢口真里 | オープンスペース                    | 笑顔が一番                     |
| 第1回 | - 渡辺和洋 - 加藤綾子            | - クリス松村 - 勝俣州和 - 松本明子 - 本村健太郎 - はしのえみ - 金子貴俊 - 矢口真里 | あきげん                            | 元気であきない                 |
| 第1回 | - 渡辺和洋 - 加藤綾子            | - クリス松村 - 勝俣州和 - 松本明子 - 本村健太郎 - はしのえみ - 金子貴俊 - 矢口真里 | 庵                                  | 狙った笑物（えもの）は外さない |
| 第1回 | - 渡辺和洋 - 加藤綾子            | - クリス松村 - 勝俣州和 - 松本明子 - 本村健太郎 - はしのえみ - 金子貴俊 - 矢口真里 | ゆりありく                          | お猿がカーペット初登場         |
| 第1回 | - 渡辺和洋 - 加藤綾子            | - クリス松村 - 勝俣州和 - 松本明子 - 本村健太郎 - はしのえみ - 金子貴俊 - 矢口真里 | 風藤松原                            | こんな世の中イヤだね～         |
| 第1回 | - 渡辺和洋 - 加藤綾子            | - クリス松村 - 勝俣州和 - 松本明子 - 本村健太郎 - はしのえみ - 金子貴俊 - 矢口真里 | 山田ひろあき                        | 俺なりのギャグ                 |
| 第1回 | - 渡辺和洋 - 加藤綾子            | - クリス松村 - 勝俣州和 - 松本明子 - 本村健太郎 - はしのえみ - 金子貴俊 - 矢口真里 | 阿佐ヶ谷姉妹                        |                                |
| 第1回 | - 渡辺和洋 - 加藤綾子            | - クリス松村 - 勝俣州和 - 松本明子 - 本村健太郎 - はしのえみ - 金子貴俊 - 矢口真里 | クロスバー直撃                      |                                |
| 第1回 | - 渡辺和洋 - 加藤綾子            | - クリス松村 - 勝俣州和 - 松本明子 - 本村健太郎 - はしのえみ - 金子貴俊 - 矢口真里 | ビタミンS                           |                                |
| 第1回 | - 渡辺和洋 - 加藤綾子            | - クリス松村 - 勝俣州和 - 松本明子 - 本村健太郎 - はしのえみ - 金子貴俊 - 矢口真里 | モンローズ                          |                                |
| 第2回 | - 今田耕司 - 高橋克実 - 中村仁美 | - 峰竜太 - 高木美保 - KABA.ちゃん - 城咲仁 - 高樹千佳子 - 野久保直樹 - 夏帆        | 囲碁将棋                            | 先手必勝                       |
| 第2回 | - 今田耕司 - 高橋克実 - 中村仁美 | - 峰竜太 - 高木美保 - KABA.ちゃん - 城咲仁 - 高樹千佳子 - 野久保直樹 - 夏帆        | どぶろっく                          | クセになる味                   |
| 第2回 | - 今田耕司 - 高橋克実 - 中村仁美 | - 峰竜太 - 高木美保 - KABA.ちゃん - 城咲仁 - 高樹千佳子 - 野久保直樹 - 夏帆        | (株)あまつか笑事                    | 現役サラリーマン               |
| 第2回 | - 今田耕司 - 高橋克実 - 中村仁美 | - 峰竜太 - 高木美保 - KABA.ちゃん - 城咲仁 - 高樹千佳子 - 野久保直樹 - 夏帆        | 鬼頭真也                            | どんな本でも紹介します         |
| 第2回 | - 今田耕司 - 高橋克実 - 中村仁美 | - 峰竜太 - 高木美保 - KABA.ちゃん - 城咲仁 - 高樹千佳子 - 野久保直樹 - 夏帆        | パラシュート部隊                    | カーペット 上陸作戦            |
| 第2回 | - 今田耕司 - 高橋克実 - 中村仁美 | - 峰竜太 - 高木美保 - KABA.ちゃん - 城咲仁 - 高樹千佳子 - 野久保直樹 - 夏帆        | BLUE RIVER                          | 博多の怪力芸人                 |
| 第2回 | - 今田耕司 - 高橋克実 - 中村仁美 | - 峰竜太 - 高木美保 - KABA.ちゃん - 城咲仁 - 高樹千佳子 - 野久保直樹 - 夏帆        | しゃばぞう                          | 不景気なんか怖くない           |
| 第2回 | - 今田耕司 - 高橋克実 - 中村仁美 | - 峰竜太 - 高木美保 - KABA.ちゃん - 城咲仁 - 高樹千佳子 - 野久保直樹 - 夏帆        | ボンクラーズ                        | Mr,マイペース                  |
| 第2回 | - 今田耕司 - 高橋克実 - 中村仁美 | - 峰竜太 - 高木美保 - KABA.ちゃん - 城咲仁 - 高樹千佳子 - 野久保直樹 - 夏帆        | ぱぴゅーん                          | ガリガリアート                 |
| 第2回 | - 今田耕司 - 高橋克実 - 中村仁美 | - 峰竜太 - 高木美保 - KABA.ちゃん - 城咲仁 - 高樹千佳子 - 野久保直樹 - 夏帆        | 三浦マイルド                        | 眠れぬ男の叫び                 |
| 第2回 | - 今田耕司 - 高橋克実 - 中村仁美 | - 峰竜太 - 高木美保 - KABA.ちゃん - 城咲仁 - 高樹千佳子 - 野久保直樹 - 夏帆        | ばうんど                            | いつか2人で弾みたい            |
| 第2回 | - 今田耕司 - 高橋克実 - 中村仁美 | - 峰竜太 - 高木美保 - KABA.ちゃん - 城咲仁 - 高樹千佳子 - 野久保直樹 - 夏帆        | 360°モンキーズ                      | 一周回って                     |
| 第2回 | - 今田耕司 - 高橋克実 - 中村仁美 | - 峰竜太 - 高木美保 - KABA.ちゃん - 城咲仁 - 高樹千佳子 - 野久保直樹 - 夏帆        | ゴリけん                            | Mr,アメリカン落語              |
| 第2回 | - 今田耕司 - 高橋克実 - 中村仁美 | - 峰竜太 - 高木美保 - KABA.ちゃん - 城咲仁 - 高樹千佳子 - 野久保直樹 - 夏帆        | 大輪教授                            | 解きます笑いの方程式           |
| 第2回 | - 今田耕司 - 高橋克実 - 中村仁美 | - 峰竜太 - 高木美保 - KABA.ちゃん - 城咲仁 - 高樹千佳子 - 野久保直樹 - 夏帆        | Hi-Hi                               | 思いついたこと言います         |
| 第2回 | - 今田耕司 - 高橋克実 - 中村仁美 | - 峰竜太 - 高木美保 - KABA.ちゃん - 城咲仁 - 高樹千佳子 - 野久保直樹 - 夏帆        | カートヤング                        | この声 届いてますか？          |
| 第2回 | - 今田耕司 - 高橋克実 - 中村仁美 | - 峰竜太 - 高木美保 - KABA.ちゃん - 城咲仁 - 高樹千佳子 - 野久保直樹 - 夏帆        | テンパちゃん                        | 博多発 最終兵器                |
| 第3回 | - 今田耕司 - 高橋克実 - 中村仁美 | - 鴻上尚史 - 井森美幸 - 高木美保 - 城咲仁 - 皆藤愛子 - 三船美佳 - つるの剛士       | ビューティーこくぶ                  | 笑いの金利 負担します          |
| 第3回 | - 今田耕司 - 高橋克実 - 中村仁美 | - 鴻上尚史 - 井森美幸 - 高木美保 - 城咲仁 - 皆藤愛子 - 三船美佳 - つるの剛士       | マッドドックス                      | おもろい犬ほどよく吠える       |
| 第3回 | - 今田耕司 - 高橋克実 - 中村仁美 | - 鴻上尚史 - 井森美幸 - 高木美保 - 城咲仁 - 皆藤愛子 - 三船美佳 - つるの剛士       | にゃん子・金魚                      | 浅草の最終兵器                 |
| 第3回 | - 今田耕司 - 高橋克実 - 中村仁美 | - 鴻上尚史 - 井森美幸 - 高木美保 - 城咲仁 - 皆藤愛子 - 三船美佳 - つるの剛士       | とろサーモン                        | うまみ凝縮                     |
| 第3回 | - 今田耕司 - 高橋克実 - 中村仁美 | - 鴻上尚史 - 井森美幸 - 高木美保 - 城咲仁 - 皆藤愛子 - 三船美佳 - つるの剛士       | GAG少年楽団                         | お笑い3(スリー)ピース          |
| 第3回 | - 今田耕司 - 高橋克実 - 中村仁美 | - 鴻上尚史 - 井森美幸 - 高木美保 - 城咲仁 - 皆藤愛子 - 三船美佳 - つるの剛士       | あげは                              | オカマ界のニューカマー         |
| 第3回 | - 今田耕司 - 高橋克実 - 中村仁美 | - 鴻上尚史 - 井森美幸 - 高木美保 - 城咲仁 - 皆藤愛子 - 三船美佳 - つるの剛士       | 田畑藤本                            | 学歴No.1漫才師                 |
| 第3回 | - 今田耕司 - 高橋克実 - 中村仁美 | - 鴻上尚史 - 井森美幸 - 高木美保 - 城咲仁 - 皆藤愛子 - 三船美佳 - つるの剛士       | ぬりえ (お笑い)                     | 今日も笑いを釣り上げろ         |
| 第3回 | - 今田耕司 - 高橋克実 - 中村仁美 | - 鴻上尚史 - 井森美幸 - 高木美保 - 城咲仁 - 皆藤愛子 - 三船美佳 - つるの剛士       | オレンジ                            | 名古屋直送                     |
| 第3回 | - 今田耕司 - 高橋克実 - 中村仁美 | - 鴻上尚史 - 井森美幸 - 高木美保 - 城咲仁 - 皆藤愛子 - 三船美佳 - つるの剛士       | メンソールライト                    | 気持ちスッとします             |
| 第3回 | - 今田耕司 - 高橋克実 - 中村仁美 | - 鴻上尚史 - 井森美幸 - 高木美保 - 城咲仁 - 皆藤愛子 - 三船美佳 - つるの剛士       | ピーマンズスタンダード              | モヤモヤスッキリ               |
| 第3回 | - 今田耕司 - 高橋克実 - 中村仁美 | - 鴻上尚史 - 井森美幸 - 高木美保 - 城咲仁 - 皆藤愛子 - 三船美佳 - つるの剛士       | 自然のいえ                          | 笑いと呪いの境界線             |
| 第3回 | - 今田耕司 - 高橋克実 - 中村仁美 | - 鴻上尚史 - 井森美幸 - 高木美保 - 城咲仁 - 皆藤愛子 - 三船美佳 - つるの剛士       | ガスマスクガール                    | 関西お笑い新世代               |
| 第3回 | - 今田耕司 - 高橋克実 - 中村仁美 | - 鴻上尚史 - 井森美幸 - 高木美保 - 城咲仁 - 皆藤愛子 - 三船美佳 - つるの剛士       | EE男                                | 笑いもしたたる                 |
| 第3回 | - 今田耕司 - 高橋克実 - 中村仁美 | - 鴻上尚史 - 井森美幸 - 高木美保 - 城咲仁 - 皆藤愛子 - 三船美佳 - つるの剛士       | インポッシブル                      | 体つかってます                 |
| 第3回 | - 今田耕司 - 高橋克実 - 中村仁美 | - 鴻上尚史 - 井森美幸 - 高木美保 - 城咲仁 - 皆藤愛子 - 三船美佳 - つるの剛士       | ソーセージ                          | お笑いバイエルン               |
| 第3回 | - 今田耕司 - 高橋克実 - 中村仁美 | - 鴻上尚史 - 井森美幸 - 高木美保 - 城咲仁 - 皆藤愛子 - 三船美佳 - つるの剛士       | 西村深村                            | 不思議系男子                   |
| 第3回 | - 今田耕司 - 高橋克実 - 中村仁美 | - 鴻上尚史 - 井森美幸 - 高木美保 - 城咲仁 - 皆藤愛子 - 三船美佳 - つるの剛士       | 村上ショージ                        | カーペットの上で何を言う       |
| 第4回 | - 今田耕司 - 高橋克実 - 中村仁美 | - 内藤剛志 - 杉本有美 - 小川菜摘 - 金子貴俊 - 皆藤愛子 - 三船美佳 - 矢口真里       | ウーマンラッシュアワー              | 笑いの超特急                   |
| 第4回 | - 今田耕司 - 高橋克実 - 中村仁美 | - 内藤剛志 - 杉本有美 - 小川菜摘 - 金子貴俊 - 皆藤愛子 - 三船美佳 - 矢口真里       | ジェニーゴーゴー                    | 進みたいけど進めない           |
| 第4回 | - 今田耕司 - 高橋克実 - 中村仁美 | - 内藤剛志 - 杉本有美 - 小川菜摘 - 金子貴俊 - 皆藤愛子 - 三船美佳 - 矢口真里       | タナからイケダ                      | 思わぬ所に笑いあり             |
| 第4回 | - 今田耕司 - 高橋克実 - 中村仁美 | - 内藤剛志 - 杉本有美 - 小川菜摘 - 金子貴俊 - 皆藤愛子 - 三船美佳 - 矢口真里       | Gたかし                             | 燃える闘魂紙芝居               |
| 第4回 | - 今田耕司 - 高橋克実 - 中村仁美 | - 内藤剛志 - 杉本有美 - 小川菜摘 - 金子貴俊 - 皆藤愛子 - 三船美佳 - 矢口真里       | ツインゴリラ                        | 凸凹類人猿                     |
| 第4回 | - 今田耕司 - 高橋克実 - 中村仁美 | - 内藤剛志 - 杉本有美 - 小川菜摘 - 金子貴俊 - 皆藤愛子 - 三船美佳 - 矢口真里       | しゃもじ                            | おいしい笑い よそいます        |
| 第4回 | - 今田耕司 - 高橋克実 - 中村仁美 | - 内藤剛志 - 杉本有美 - 小川菜摘 - 金子貴俊 - 皆藤愛子 - 三船美佳 - 矢口真里       | もりやすバンバンビガロ              | 一瞬のショータイム             |
| 第4回 | - 今田耕司 - 高橋克実 - 中村仁美 | - 内藤剛志 - 杉本有美 - 小川菜摘 - 金子貴俊 - 皆藤愛子 - 三船美佳 - 矢口真里       | IQ兄弟(世界のナベアツ&サバンナ高橋) | ホワイトコラボカーペット       |
| 第4回 | - 今田耕司 - 高橋克実 - 中村仁美 | - 内藤剛志 - 杉本有美 - 小川菜摘 - 金子貴俊 - 皆藤愛子 - 三船美佳 - 矢口真里       | サバンナ八木                        | 相方なしで頑張ります           |
| 第4回 | - 今田耕司 - 高橋克実 - 中村仁美 | - 内藤剛志 - 杉本有美 - 小川菜摘 - 金子貴俊 - 皆藤愛子 - 三船美佳 - 矢口真里       | ラバーガール                        | ポーカーフェイスのコント職人   |
| 第4回 | - 今田耕司 - 高橋克実 - 中村仁美 | - 内藤剛志 - 杉本有美 - 小川菜摘 - 金子貴俊 - 皆藤愛子 - 三船美佳 - 矢口真里       | HEY!たくちゃん                      | モノマネプラスα                |
| 第4回 | - 今田耕司 - 高橋克実 - 中村仁美 | - 内藤剛志 - 杉本有美 - 小川菜摘 - 金子貴俊 - 皆藤愛子 - 三船美佳 - 矢口真里       | さらば青春の光                      | 輝け!松竹の星                  |
| 第4回 | - 今田耕司 - 高橋克実 - 中村仁美 | - 内藤剛志 - 杉本有美 - 小川菜摘 - 金子貴俊 - 皆藤愛子 - 三船美佳 - 矢口真里       | トミドコロ                          | エキセントリック劇場           |